# Don't Do It
Albums de Richie Rich
Half Thang
(1996)
Singles
1. Don't Do It
Sortie : 1990
2. Geeks Revenge (Rodney)
Sortie : 1990

Don't Do It est le premier album studio de Richie Rich, sorti en 1990.

## Liste des titres
| No  | Titre                         | Contient un (des) sample(s) de                                              | Durée |
| --- | ----------------------------- | --------------------------------------------------------------------------- | ----- |
| 1.  | Don't Do It                   | Outstanding du Gap Band                                                     |       |
| 2.  | Rodney the Geek               |                                                                             |       |
| 3.  | Free at Last                  |                                                                             |       |
| 4.  | Media Hype (featuring D-Loc)  | Stone to the Bone de James Brown                                            |       |
| 5.  | The Mic Is Mine               | La Di Da Di de Doug E. Fresh et Slick Rick                                  |       |
| 6.  | Lady Ace (featuring Lady Ace) |                                                                             |       |
| 7.  | Female F.E.D.                 |                                                                             |       |
| 8.  | Side Show                     |                                                                             |       |
| 9.  | The Picnic                    |                                                                             |       |
| 10. | 5 MC's (featuring D-Loc)      | La Di Da Di de Doug E. Fresh et Slick Rick Dana Dane With Fame de Dana Dane |       |
| 11. | Don't Do It (Long Version)    |                                                                             |       |